# Europese weg 33
De Europese weg 33 is een Europese weg die loopt van La Spezia naar Parma. De E33 ligt geheel in Italië en is in totaal 124 km lang.

## Nationale wegnummers
| nummer | tracé             |
| Italië | Italië            |
| ------ | ----------------- |
|        | La Spezia - Parma |